# Tamada
A sé titular de Tamada é referente a uma antiga diocese localizada na Mauritânia Cesariense, onde hoje fica a Argélia.

## História
Tamada, na Argélia de hoje, é uma antiga sé episcopal na província romana da Mauritânia Cesariense.
O único bispo conhecido dessa diocese africana é Romano, cujo nome aparece em 100º lugar na lista de bispos cesarienses da Mauritânia convocados a Cartago pelo rei dos vândalos Hunerico, em 484; Romano já havia falecido por ocasião da elaboração desta lista. Morcelli também atribui a esta sede Donato, episcopi Tanudaidensis, que pertenceria à diocese de Tanudaia.
Desde 1933, Tamada é listada entre as sés titulares da Igreja Católica. O atual bispo titular é Carlos Alberto Santos García, bispo auxiliar de Monterrey.

## Bispo residente
- Romano (antes de 484)

## Prelados titulares
- José Ivo Lorscheiter † (1965 - 1974)
- Antônio Carlos Mesquita † (1974 - 1977)
- Santos Abril y Castelló (1985 - 2012)
- Aldo Giordano † (2013 - 2021)
- Frank Leo (2022 - 2023)
- Carlos Alberto Santos García (desde 2023)